# Мокри, Мохаммед
Мохаммед Мокри (перс. محمد مکری‎; 1921—2007) — иранский учёный-курдолог, писатель и общественный деятель курдского происхождения, составитель курдско-арабского словаря, первый посол Исламской республики Иран в СССР. Был близким членом Национального фронта Ирана и соратником Мохаммеда Мосаддыка. После дипломатической работы в СССР был назначен послом в Монголию. Долгое время жил и работал во Франции. Скончался в городе Эври (Франция).